# Coniceromyia
Coniceromyia is een geslacht van insecten uit de familie van de Bochelvliegen (Phoridae), die tot de orde tweevleugeligen (Diptera) behoort.

## Soorten
- C. arizonensis Borgmeier, 1962
- C. pilipleura Borgmeier, 1962